# الديناميكا الحرارية للإنتروبيا العظمى
في الفيزياء، الديناميكا الحرارية للإنتروبيا العظمى أو ترموديناميك الإنتروبي الأعظمي، علم يعتبر ترموديناميك التوازن والميكانيك الإحصائي عمليتين استدلاليتين. وبالتحديد، تطبق ترموديناميكا الإنتروبيا العظمى تقنيات الاستدلال المتأصلة في نظرية شانون للمعلومات واحتمال بيشان ومبدأ الإنتروبيا العظمى. تتعلق هذه التقنيات بأي حالة تتطلب توقعًا من معطيات غير كاملة أو غير كافية (مثلًا إعادة تركيب صورة، معالجة إشارة، تحليل طيفي، مسائل عكسية). بدأ علم الديناميكا الحرارية للإنتروبيا العظمى بورقتين بحثيتين لإدوين ت. جينس نُشرتا في عدد عام 1957 من فيزيكال ريفّيو.

## إنتروبيا شانون الأعظمية
المبدأ المركزي في طرح ترموديناميكا الإنتروبيا العظمى هو مبدأ الإنتروبيا العظمى. يتطلب كما هو مطروح نموذجًا ما معرفًا جزئيًّا وبعض المعطيات المحددة المتعلقة بالنموذج. يختار توزعًا احتماليًّا مفضلًا لتمثيل النموذج. تنص البيانات المعطاة على «معلومات قابلة للاختبار» عن التوزع الاحتمالي، كقيم توقع محددة، ولكن هذه البيانات ليست بذاتها كافيةً لتحديد المعلومات بدقة تامة. ينص المبدأ على أننا يجب أن نفضل التوزع الذي يجعل قيمة إنتروبيا معلومات شانون أعظميةً
{\displaystyle S_{I}=-\sum _{i}p_{i}\ln p_{i}}
تعرف هذه بخوارزمية غيبس؛ لأن ج. ويلارد غيبس هو من قدمها في عام 1878، لوضع مجموعات إحصائية لتوقع خواص الأنظمة الترموديناميكية في حالة التوازن. هذه حجر الأساس للتحليل الإحصائي الميكانيكي للخواص الترموديناميكية لأنظمة التوازن.
لذا يوضع ارتباط مباشر بين إنتروبيا التوازن الترموديناميكية STH وهي تابع حالة للضغط والحجم ودرجة الحرارة وغيرها، وإنتروبيا المعلومات للتوزع المتوقع يشترط فيها كون الريبة العظمى فقط على قيم التوقع لهذه المتغيرات:
{\displaystyle S_{Th}(P,V,T,...)_{(eqm)}=k_{B}\,S_{I}(P,V,T,...)}
ليس لثابت بولتزمان kB أي معنى فيزيائي أساسي هنا، ولكنه ضروري للحفاظ على التجانس مع التعريف التاريخي السابق للإنتروبيا والذي وضعه كلاوسيوس (1865).
ولكن مدرسة الديناميكا الحرارية للإنتروبيا العظمى تجادل بأن طريقتها هي التقنية العامة للاستدلال الإحصائي، وبأن لها تطبيقات تتجاوز ذلك بكثير. يمكن لها بالتالي أن تستخدم لتوقع توزع «مسارات قذف Γ على امتداد فترة زمنية» بجعل القيمة التالية أعظمية:
{\displaystyle S_{I}=-\sum p_{\Gamma }\ln p_{\Gamma }}
«إنتروبيا المعلومات» هذه لا تمتلك بالضرورة توافقًا بسيطًا مع الإنتروبيا الترموديناميكية. ولكن يمكن استخدامها لتوقع خواص الأنظمة الترموديناميكية غير التوازنية أثناء تطورها مع الزمن.
للحالات غير التوازنية، في تقريب يفترض التوازن الترموديناميكي المحلي، بطريقة الإنتروبيا العظمى، تنطبق علاقات أونساغر التبادلية وعلاقات غرين-كوبو بشكل مباشر. تخلق الطريقة أيضًا إطارًا نظريًّا لدراسة بعض الحالات شديدة الخصوصية للحالات البعيدة عن حالة التوازن، ما يجعل اشتقاق فرضية تذبذب إنتاج الإنتروبيا أمرًا بديهيًّا. للعمليات غير التوازنية، كما في الأوصاف العيانية (الماكروية)، لا يكفي أيضًا تعريف عام للإنتروبيا للحالات الميكانيكية الإحصائية المجهرية (الميكروية).
ملاحظة تقنية: هناك أسباب تتعلق بالإنتروبيا التفاضلية تعطل التعريف البسيط لإنتروبيا شانون عن إمكانية التطبيق المباشر على متغيرات عشوائية ذات توابع (دوال) توزع احتمالي مستمرة. بل الكمية المناسبة التي يجب جعلها أعظمية هي «الإنتروبيا النسبية للمعلومات»
{\displaystyle H_{c}=-\int p(x)\log {\frac {p(x)}{m(x)}}\,dx.}
Hc هي القيمة السالبة لتفرق كولباك-لايبلر الشعاعي، أو معلومات التمييز، للدالة m(x) من p(x)، حيث m(x) قياس مسبق ثابت للمتغير(ات). الإنتروبيا النسبية Hc دائمًا أصغر من الصفر، ويمكن اعتبارها (القيمة السالبة لِ) عدد بِتات الريبة التي فقدت بتثبيت p(x) بدل تثبيت m(x). على عكس إنتروبيا شانون، فإن الإنتروبيا النسبية Hc تمتلك ميزة بقائها منتهية ومحددة بدقة لأجل x مستمر، وثابتة عند التحويلات الإحداثية بنسبة 1-إلى-1. يتلاقى المصطلحان عند التوزعات الاحتمالية المتقطعة، إذا كان بالإمكان فرض أنm(xi) منتظمة؛ أي مبدأ عدم الكفاية، الذي يشكل أساسًا للديناميكا الحرارية الإحصائية.

## المضامين الفلسفية
يتخذ الملتزمون بوجهة نظر الديناميكا الحرارية للإنتروبيا العظمى موقفًا واضحًا فيما يخص الأسئلة الفلسفية التي تطرحها الديناميكا الحرارية. والخطوط العريضة لهذا الموقف موضحة أدناه.

### طبيعة الاحتمالات في الميكانيكا الإحصائية
ناقش جينس مفهوم الاحتمال في أحد أبحاثه. وفق وجهة نظر الديناميكا الحرارية للإنتروبيا العظمى تتحدد الاحتمالات في الميكانيكا الإحصائية بعاملين معًا: بنماذج محددة معينة لفضاء الحالة المدروس (مثلًا فضاء الطور الليوفّيلي)؛ وبأوصاف جزئية للنظام محددة ومعينة (الوصف العياني للنظام المستخدم لتقييد تعيين احتمال الإنتروبيا العظمى). الاحتمالات موضوعية من حيث أنه بأخذ هذه المداخيل ينتج توزع احتمالي معرف بشكل وحيد، وسيكون نفسه لكل مراقب عاقل، وهو مستقل عن الذاتية أو الرأي الاعتباطي لأشخاص معينين. الاحتمالات ذات منطق معرفي بمعنى أنها معرفة وفق معطيات محددة ومشتقة من هذه المعطيات بقواعد استدلال موضوعية وقطعية، وهي نفسها لكل مراقب. يُستخدم مصطلح المنطق المعرفي هنا، والذي يشير إلى المعرفة العلمية الموضوعية وغير الذاتية، التي تكون نفسها لكل مراقب عاقل، بحيث يكون مباينًا لمصطلح الرأي، الذي يشير إلى المعتقدات الذاتية أو الاعتباطية لأشخاص معينين؛ استُخدم هذا التباين من قبل أفلاطون وأرسطو، وما يزال يمكن الاعتماد عليه في يومنا.
استخدم جينس أيضًا كلمة «ذاتي» في هذا السياق لأن آخرين استخدموه في السياق نفسه. قبل أنه بمعنىً ما، لحالة المعرفة طابع ذاتي، ببساطة لأنها تشير إلى الفكر، وهو عملية ذهنية. ولكنه أكد على أن مبدأ الإنتروبيا العظمى يشير فقط إلى الفكر المنطقي والموضوعي، والمستقل عن شخصية المفكر. بشكل عام ومن وجهة نظر فلسفية فإن كلمتي «ذاتي» و«موضوعي» ليستا متناقضتين؛ غالبًا ما يكون لكيان ما جوانب ذاتية وأخرى موضوعية. رفض جينس صراحةً نقد بعض الكتاب القائل إن مجرد أن الفكر له جانب ذاتي فذلك يعني تلقائيًّا أن الفكر غير موضوعي. رفض صراحةً الذاتية كأساس للمنطق العلمي أو نظرية معرفة العلم؛ تطلب أن يكون المنطق العلمي ذا أساس موضوعي كامل وحصري. ولكن النقاد استمروا بالهجوم على جينس، مدعين بأن أفكاره «ذاتية». حتى أن أحد الكتاب وصف طريقة جينس بأنها «فوق ذاتية»، وذكر «الرعب الذي خلقه مصطلح ذاتية لدى الفيزيائيين».
تمثل الاحتمالات كلًّا من درجة المعرفة وفقد المعلومات في المعطيات والنموذج المستخدم في الوصف العياني الذي يضعه المحلل للنظام، وتمثل أيضًا ما تقوله هذه المعطيات عن طبيعة الواقع.
تعتمد ملاءمة الاحتمالات على كون القيود الخاصة بالنموذج العياني دقيقة بما يكفي و/أو تكمل وصف النظام لتستطيع وصف كل السلوك القابل للإعادة تجريبيًّا. لا يمكن ضمان ذلك مسبقًا. لهذا السبب يدعو مناصرو الإنتروبيا العظمى الطريقة باسم الميكانيكا الإحصائية التنبؤية. يمكن أن تفشل التنبؤات. ولكنها إن فشلت فذلك يعطي معلومات، لأنه يشير إلى وجود قيود جديدة يجب أن تصف السلوك القابل للإعادة في النظام لم يسبق أن حسب حسابها.

### هل الإنتروبيا «حقيقية»؟
الإنتروبيا الترموديناميكية (عند التوازن) تابع لمتغيرات حالة وصف النموذج. وبالتالي فهي «حقيقية» كباقي المتغيرات في وصف النموذج. إذا كانت قيود النموذج في تعيين الاحتمال تشكل وصفًا «جيدًا»، يحتوي كل المعلومات التي يحتاجها التنبؤ بالنتائج التجريبية التي يمكن إعادتها، فإن ذلك يشمل كل النتائج التي يمكن تنبؤها باستخدام الصيغ التي تتضمن الإنتروبيا المعروفة في الديناميكا الحرارية التقليدية. بهذا المعنى فإن الإنتروبيا العظمى STh «حقيقية» بنفس قدر الإنتروبيا في الديناميكا الحرارية التقليدية.
بالطبع ففي الواقع هناك حالة حقيقية واحدة فقط للنظام. ليست الإنتروبيا تابعًا مباشرًا لتلك الحالة. هي تابع للحالة الحقيقية فقط عبر الوصف العياني للنموذج (المختار بشكل ذاتي).